# Scacco!
Scacco! è stata una rivista mensile italiana di scacchi edita dal gennaio 1970 al dicembre 1999.
La rivista pubblicava articoli di teoria e tecnica scacchistica, resoconti dei principali tornei nazionali ed internazionali, partite commentate, rubriche di problemistica e studistica.

## Storia
Viene fondata a Santa Maria Capua Vetere da Gennaro Siviero, che la dirige fino al gennaio 1981. Principale redattore è Giorgio Porreca, che ne assume anche la direzione in febbraio del 1981, mantenendola fino all'ottobre 1987.

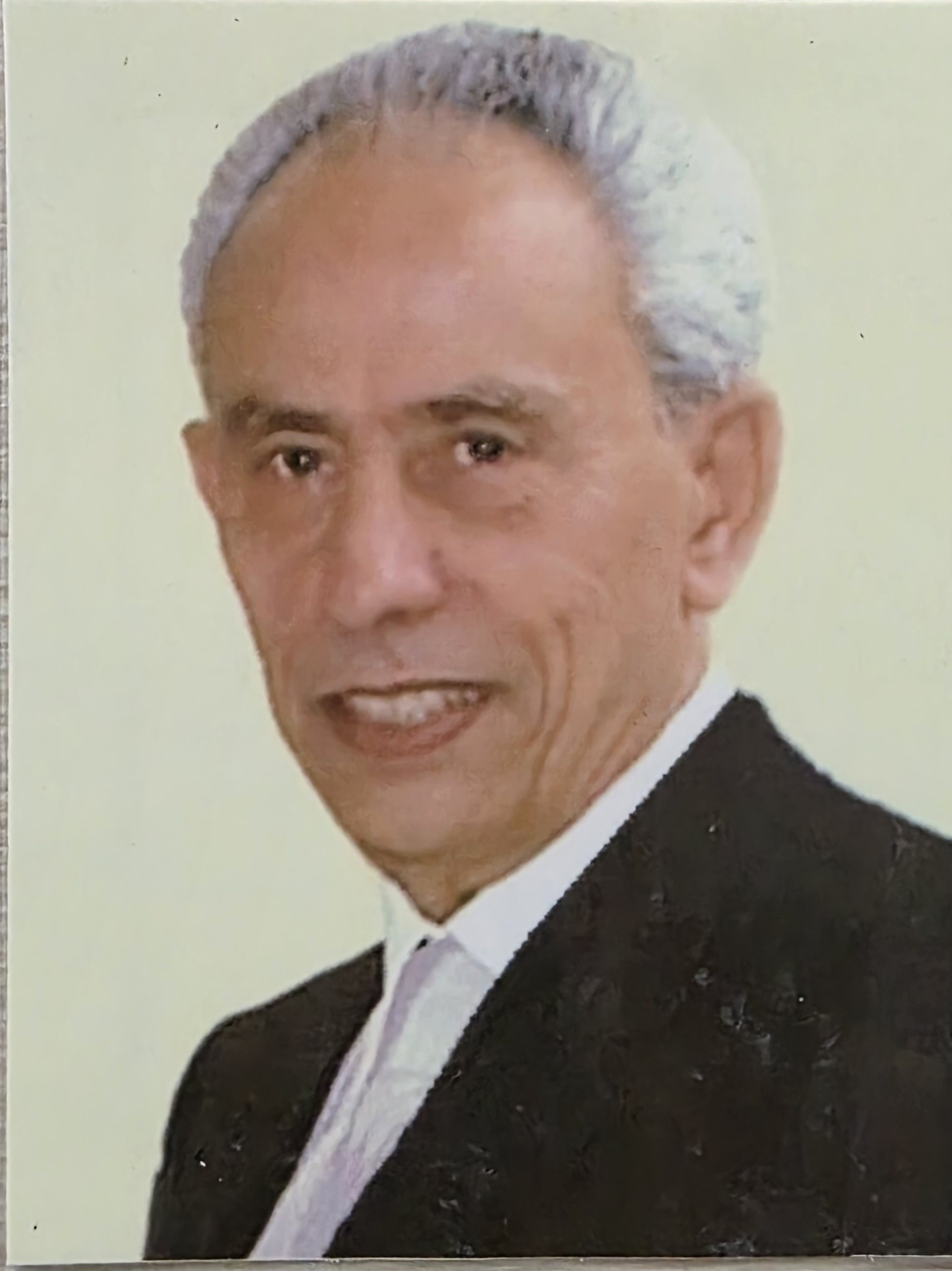
Gennaro Siviero, fondatore della rivista Scacco. S Maria C.V. 19/09/1919 - 30/05/2012

Dal 1987 assume il nome di Scacco Duemila e la direzione passa a Roberto Messa. Dal 1990 si
avvicendano alla direzione Salvatore Gallitto, Giuseppe Porta e Pietro Ponzetto.
Nel dicembre 1999 cessa le pubblicazioni per fondersi con la rivista Torre & Cavallo, che assume dal gennaio 2000 la nuova denominazione Torre & Cavallo - Scacco!.